# Belén Rueda
María Belén Rueda García-Porrero, née le 16 mars 1965 à Madrid (Espagne), est une actrice espagnole.

## Biographie

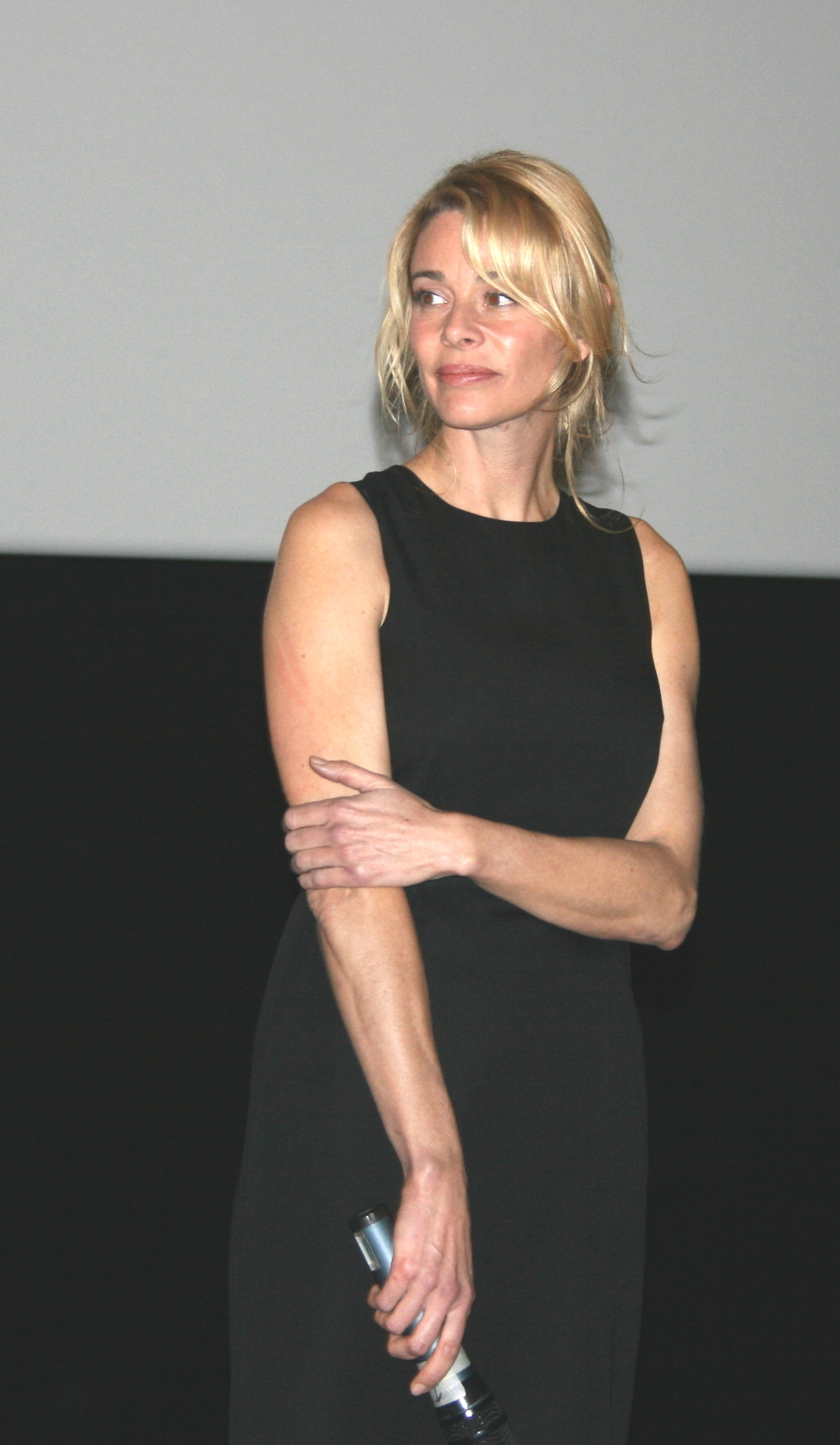
Belén Rueda à l'avant-première de L'Orphelinat diffusée à l'UGC Ciné Cité Les Halles, à Paris, le 28 janvier 2008.

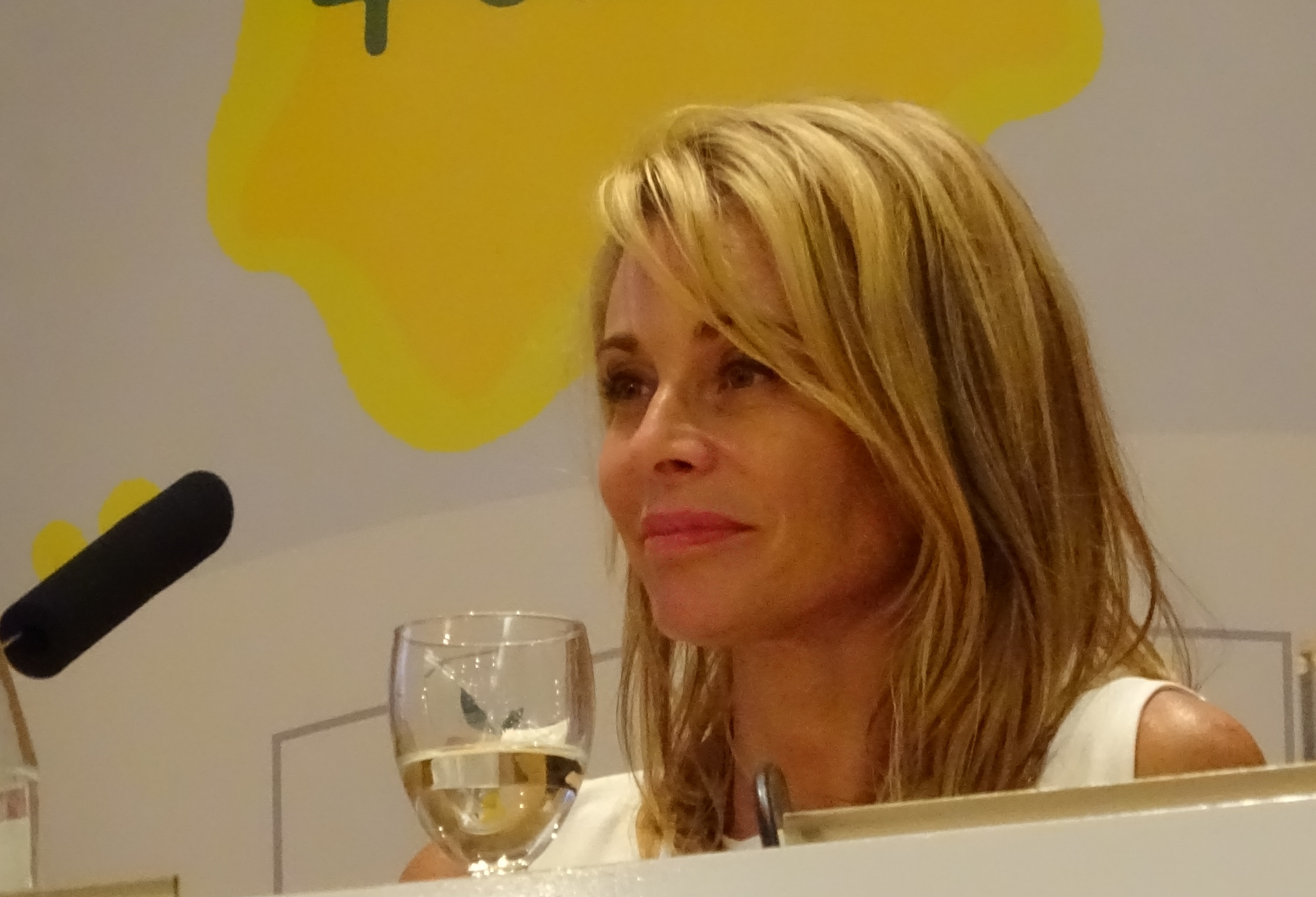
Belén Rueda en 2014 lors la campagne Corazones contentos (Cœurs heureux) réalisée par Puleva.

Son père était un ingénieur civil et sa mère était professeur de ballet. Elle passe son enfance à Alicante, ses parents cherchant un climat plus bénéfique pour sa sœur, qui était asthmatique. Elle est mariée avec Daniel Écija avec qui elle a eu 3 enfants, dont le second mourut alors qu'il n'était encore qu'un bébé.
Après le lycée, elle commença à étudier l'architecture, mais elle quitta l’université pour se marier avec un garçon italien duquel elle divorça plus tard.
Elle rentra à Madrid après et travailla tout d'abord comme commerciale dans l'immobilier puis  mannequin avant de devenir présentatrice de télévision. Enfin, elle commença à travailler comme actrice pour la télévision et le cinéma. Elle a remporté le Prix Goya 2005 du meilleur espoir féminin pour son rôle de Julia dans Mar adentro.
En 2013, elle retrouve le petit écran avec la série El Barco produite par Globomedia pour Antena 3 et diffusée en France sur Walooka.
En 2014, elle intègre la distribution de la série B&B diffusée sur Telecinco. 
Belén Rueda remporte le prix de la meilleure actrice pour une fiction de comédie au 55e festival de la télévision de Monte-Carlo.

## Filmographie

### Cinéma

#### Longs métrages
- 2004 : Mar adentro d'Alejandro Amenábar
- 2007 : Savage Grace de Tom Kalin
- 2007 : L'Orphelinat (El Orfanato) de Juan Antonio Bayona
- 2008 : 8 citas de Peris Romano et Rodrigo Sorogoyen
- 2009 : Spanish Movie de Javier Ruiz Caldera
- 2010 : Le Pacte du mal  (El Mal Ajeno) de Óskar Santos
- 2010 : Les Yeux de Julia (Los ojos de Julia) de Guillem Morales
- 2011 : N'aie pas peur (No tengas miedo) de Montxo Armendáriz
- 2012 : The body (El cuerpo) de Oriol Paulo
- 2013 : 7th Floor (Séptimo) de Patxi Amezcua
- 2013 : Ismael de Marcelo Piñeyro
- 2016 : La noche que mi madre mató a mi padre d'Inés París
- 2017 : Perfectos desconocidos d'Álex de la Iglesia
- 2017 : Órbita 9 de Hatem Khraiche
- 2017 : Le carnet de Sara (El cuaderno de Sara) de Norberto López Amado : Laura
- 2018 : Mirage (Durante la tormenta) d'Oriol Paulo : Dr Santron
- 2018 : No dormiras
- 2021 : La familia perfecta d'Arantxa Echevarría : Lucía

#### Courts métrages
- 2005 : Retruc de Francesc Talavera
- 2014 : Cuerdas de Pedro Solís García
- 2015 : Una vez de María Guerra et Sonia Madrid
- 2015 : Broken Basket de Roberto Ruiz Céspedes
- 2017 : El Atasco de David Ruiz de la Torre

2019 au cinéma : le silence de la ville blanche 

### Télévision

#### Séries télévisées
- 1997 : Médico de familia (5 épisodes) : Clara Nadal
- 1998-2002 : Periodistas (114 épisodes) : Clara Nadal
- 2001 : 7 vidas (épisode  El marido de la camarera)
- 2003-2008 : La Famille Serrano (Los Serrano) (102 épisodes)
- 2010 : La princesa de Éboli (mini-série)
- 2011 : El barco (3 épisodes)
- 2012-2013 : Luna, el misterio de Calenda (20 épisodes)
- 2014-2015 : B&b, de boca en boca (29 épisodes)
- 2016 : La embajada (11 épisodes)